# الکتروپولیش
الکتروپولیش فرایندی است که در آن سطح فولاد، فولاد زنگ‌نزن، آلیاژهای مس و آلومینیم را در حمامی الکترولیتی، صاف و صیقلی، تمیز و پلیسه‌گیری می‌کنند. معمولاً سطوح تمیز فلزی را الکتروپولیش می‌کنند تا زبری سطح میکروسکوپی کاهش پیدا کند. دراین روش فقط نواحی ضعیف در مقابل خوردگی تقویت نمی‌شوند، بلکه قله‌های میکروسکوپی سطح نیز صیغل داده می‌شود. پس از این عملیات ماده یک درخشش خوب و مهمتر از همه، یک میکروپروفیل کوچک پیدا می‌کند که با شرایط سختگیرانه بهداشتی مطابقت دارد. به همین علت، الکتروپولیش معمولاً به عنوان پرداخت نهایی پس از اسیدشویی استفاده می‌شود.

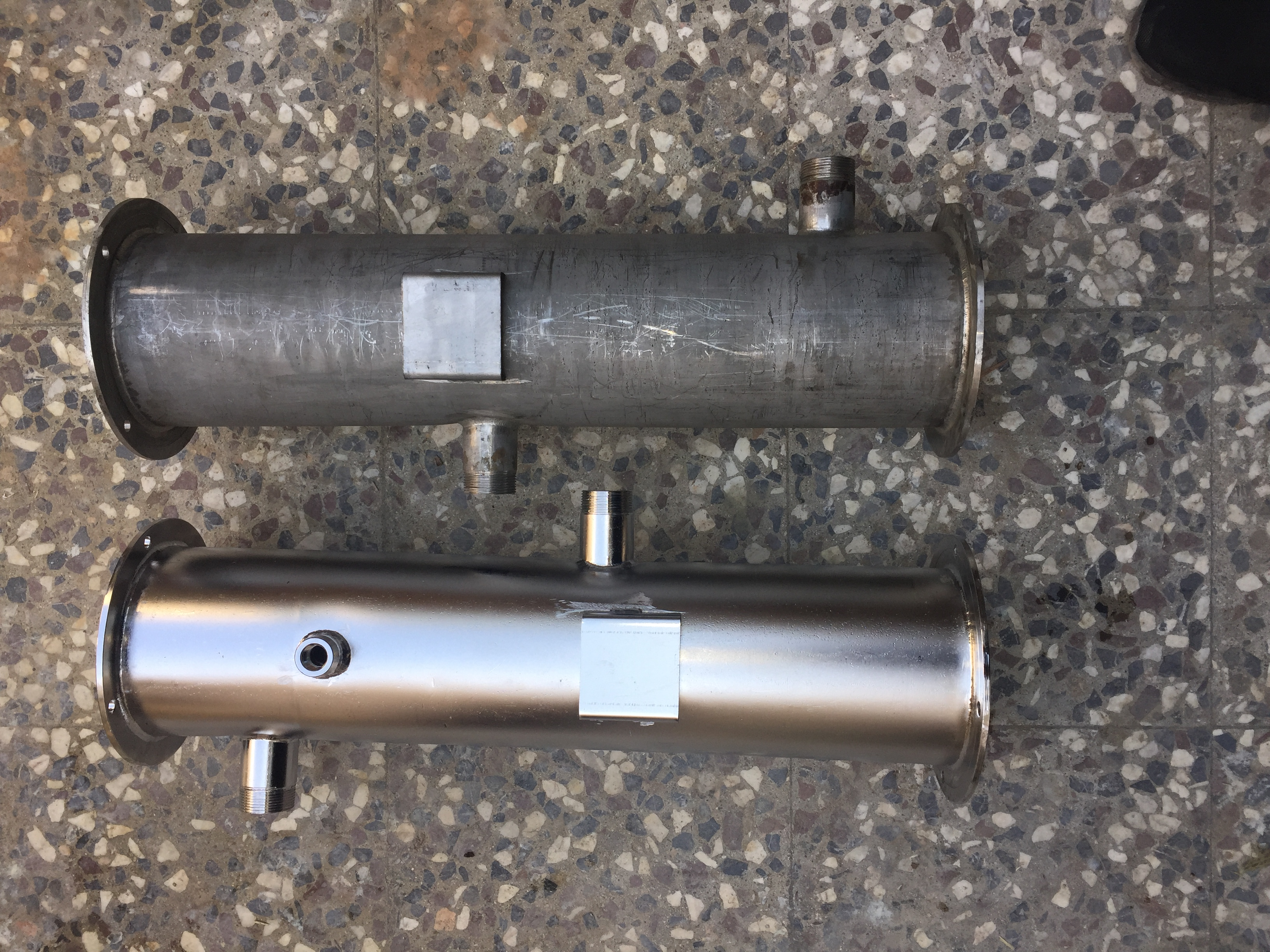
قبل و بعد از انجام عملیات الکتروپولیش توسط ایده پویان پوشش

## چگونگی

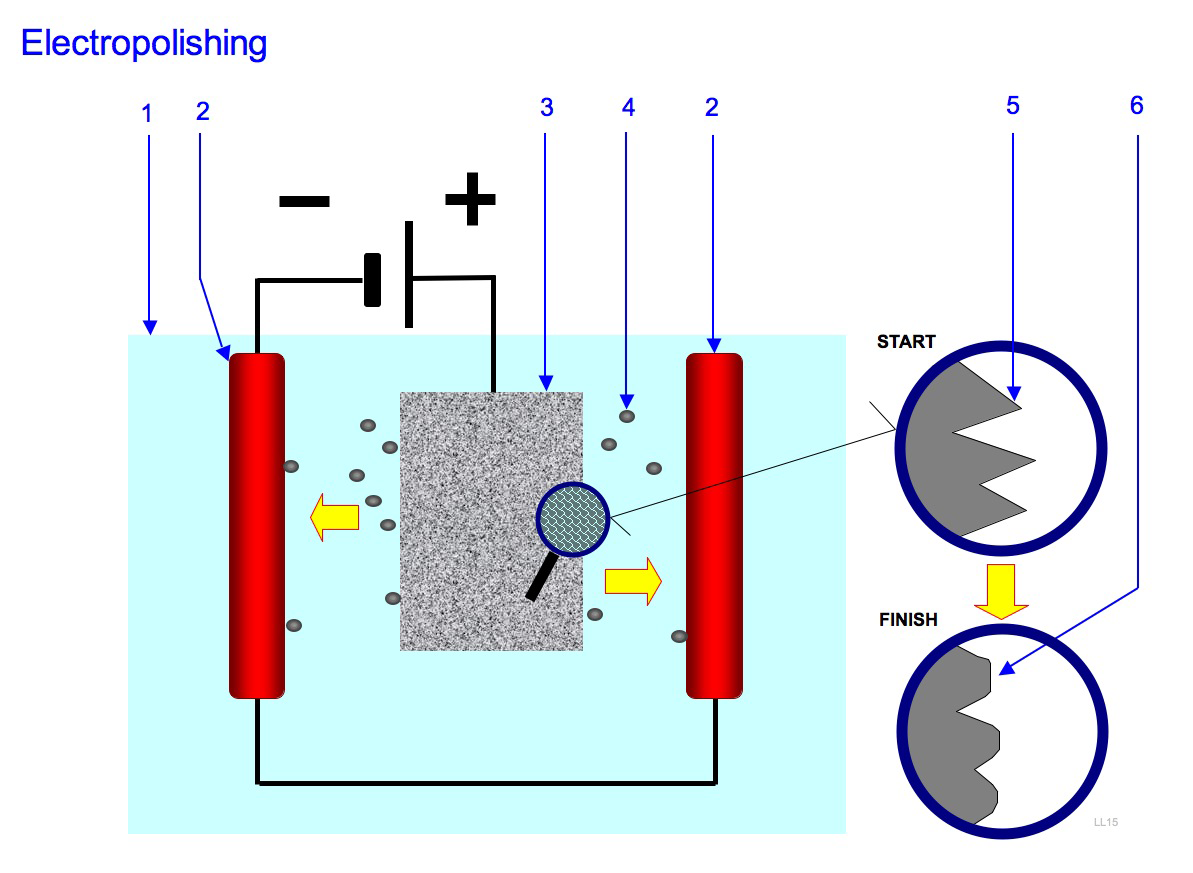
اصول الکتروپولیش کاری

این فرایند در اصل برعکس فرایند آبکاری می‌باشد. در آبکاری، یون‌های فلزی از محلول الکترولیت بر روی قطعه می‌نشینند در حالیکه در الکتروپولیش کاری یون‌های فلز از قطعه جدا شده و به محلول اضافه می‌شوند. نحوه نصب معمولی قطعه در الکتروپولیش کاری مشابه آبکاری الکتریکی می‌باشد. یک منبع تغذیه جریان برق متناوب را به جریان برق مستقیم با ولتاژ ضعیف تبدیل می‌کند. معمولاً از یک تانکر پلاستیکی یا با بدنه روکش سربی برای حوضچه محلول اکترولیت استفاده می‌شود. ورق‌های کاتد با جنس‌های سرب، مس یا فولادزنگ نزن به قطب منفی نصب شده و داخل محلول اکترولیت فرو برده می‌شود. قطعه یا تعدادی قطعه بر روی یک قفسه از جنس تیتانیم، مس یا برنز ثابت شده و به قطب مثبت نصب شده و در داخل محلول فرو برده می‌شود. در نتیجه قطعه باید به قطب مثبت (آندی) و یک رسانای مناسب باید به قطب منفی (کاتد) نصب شود.
مقدار فلز جدا شده با میزان جریان اعمال شده، راندمان محلول الکترولیت و زمان متناسب است. در زمان اعمال جریان نقاط نوک تیز و لبه‌ها محل‌های تجمع جریان شده و در نتیجه زودتر خورده می‌شوند که مطلوب است.
در مورد فولاد زنگ نزن برخی عناصر زودتر از بقیه از قطعه جدا می‌شوند مانند آهن و نیکل در حالیکه کروم خیلی آهسته‌تر از شبکه کریستالی جدا شده و باعث می‌شود سطح حاصل غنی از کروم باشد که این پدیده باعث می‌شود فرایند غیرفعال سازی سطح بهبود پیدا کند.

## مراحل
برای اینکه فرایند الکتروپولیش کاری با کیفیت مناسب انجام شود باید سه مرحله طی شود:
- آماده‌سازی فلز: حذف اکسیدها، روغن، چربی و آلودگی‌های ظاهری از سطح - یکی از دلایل عمده که باعث رد شدن قطعه در مرحله پذیرش کیفیت می‌باشد عدم تمیزکاری صحیح می‌باشد.
- الکتروپولیش کاری: صیغل کاری و برق انداختن سطح
- عملیات نهایی (Post Treatment): پاک کردن محلول الکترولیت اضافی از سطح برای جلوگیری از ایجاد لکه

معمولاً محلول الکترولیت شامل نسبت حجمی مساوی از اسیدسولفوریک ۹۶ درصد جرمی و اسید ارتوفسفریک ۸۵ درصد می‌باشد. شرایط کاری نیز به شکل زیر است:
- چگالی جریان: ۵ تا ۲۵ آمپر بر دسی‌متر مربع
- دما: ۴۰ الی ۷۵ درجه سلسیوس
- زمان: ۲ الی ۲۰ دقیقه
- جنس کاتد: فولاد زنگ نزن، مس، سرب

محلول‌های الکترولیت معمولاً نیاز به خنثی سازی دارند که برای اینکار معمولاً از سدیم هیدروکسید استفاده می‌شود که باعث ایجاد رسوب زیادی می‌شود. در هنگام آبکشی باید توجه داشت که محلول‌های الکترولیت ویسکوزیته بالایی دارند و به راحتی با آب مخلوط نمی‌شوند. باید توجه داشت که اسید بر روی قطعه خشک نشود چرا که می‌تواند باعث ایجاد لکه یا خوردگی قطعه شود.

## کاربرد و هدف از الکتروپولیش کاری
اکثر سیستم‌های مکانیکی پرداخت‌ سطح، برای دست یابی به سطحی صاف و برّاق، سطح بلورین فلز را لکه‌دار، خمیده و دچار خستگی می‌کنند و حتی گاهی باعث شکست آن می‌شوند. الکتروپولیش کاری، فرایند باربرداری از روی سطح را با ایجاد الگویی یک‌سویه که کاملاً خالی از هرگونه خستگی و انسداد است، انجام می‌دهد. در این روش، سطح، از دید میکروسکوپی صاف و در اغلب اوقات صیقلی است. علاوه بر این، در بسیاری از آلیاژهای فلزی و غیرفلزی، مقاومت در برابر خوردگی و غیرفعال‌سازی فلز نیز افزایش می‌یابد. این فرایند قطعهٔ فلزی را چه از جهت میکروسکوپی و چه از جهت ماکروسکوپی پرداخت می‌کند. پرداخت میکروسکوپی سبب درخشندگی و پرداخت ماکروسکوپی سبب صافی قطعه می‌شود.
پلیسه‌گیری به سبب آن که چگالی جریان در برآمدگی‌ها بیشتر است و اکسیژن از حفره‌ها محافظت می‌کند، زودتر انجام می‌شود.
چون قطعه درمعرض اکسیژن است، هیچگونه تردی هیدروژنی در قطعه رخ نمی‌دهد. در واقع الکتروپولیش، نوعی گرم و سرد کردن بدون خستگی است، که سطح قطعه را هیدروژن‌زدایی می‌کند.
مزیت دیگر آن است که باکتری نمی‌تواند روی سطحی خالی از هیدروژن به خوبی تکثیر شود. این امر الکتروپولیش را گزینه‌ای مناسب برای استفاده در پزشکی، داروسازی، نیمه هادی‌ها و صنایع غذایی می‌کند. ترکیبی از دو ویژگی عدم وجود خطوط جهت‌دار به سبب پرداخت مکانیکی و سطحی عاری از هیدروژن، به ایجاد سطحی کاملاً بهداشتی می‌انجامد که در آن هیچگونه باکتری یا آلودگی نمی‌تواند تکثیر یا انباشته شود.
به‌طور کلی الکتروپولیش فلزات برای دست یابی به اهداف زیر صورت می‌گیرد
1. دست یابی به زیبایی بهتر و افزایش قدرت انعکاس نور
2. افزایش مقاومت در برابر خوردگی
3. آماده‌سازی فلزات برای آبکاری، آندایزینگ یا پوشش‌های تبدیلی
4. حذف اثرات و صدمات ناشی از برشکاری و پرسکاری
5. از بین بردن زائده‌های فلزی ناشی از تراشکاری
6. حذف ناهمگونی‌ها و تنش‌های سطحی فلزات ناشی از اعمال برشکاری، جوشکاری و …

## مزایا
- کاهش خستگی در سطح.
- زدودن اکسیدها.
- بی‌اثر کردن فولادزنگ‌نزن، برنج و مس.
- ایجاد مقاومت بالا در برابر خوردگی.
- ایجاد سطوح کاملاً بهداشتی.
- کربن‌زدایی از فلزات.
- عدم ایجاد شکست هیدروژنی.
- عدم وجود خطوط جهت‌دار.
- ایجاد سطوح با مقاومت کم در برابر جوشکاری.
- کاهش اصطکاک.
- پلیسه‌گیری و صیقل‌کاری.
- گرد یا تیز کردن گوشه‌ها با توجه به موقعیت آن.
- کاهش مراحل بازپخت.

## استانداردها
- ASME BPE، استاندارد برای الکتروپولیش کردن وسایل زیستی
- SEMI F19، استاندارد برای الکتروپولیش کردن نیمه رساناها
- ASTM B 912-00، غیرفعال سازی فولاد زنگ نزن با استفاده از الکتروپولیش کردن
- ASTM E1558، استاندارد برای پولیش الکتریکی نمونه‌های متالوگرافی